# Phytomyptera riedeli
Phytomyptera riedeli är en tvåvingeart som först beskrevs av Villeneuve 1930.  Phytomyptera riedeli ingår i släktet Phytomyptera och familjen parasitflugor. Arten är reproducerande i Sverige. Inga underarter finns listade i Catalogue of Life.